# Tăutelec
Tăutelec (węg. Hegyköztóttelek) – wieś w Rumunii, w okręgu Bihor, w gminie Cetariu. W 2011 roku liczyła 249 mieszkańców.